# 4sk
佐藤 陽介（さとう ようすけ、1991年3月2日 - ）は、日本の作詞家、作曲家、編曲家、DJ。株式会社一二三所属。

## 人物・来歴
別名、4sk。1991年生まれ、宮城県登米市出身。2014年12月より東京に拠点を移す。
ネットレーベル文化に感化され、2008年から本格的に制作活動を開始。
ポップでキャッチーでエッジの効いたサウンドを根底に置きエレクトロやダブステップなどのクラブミュージックから ロック、ポップスなど幅広いジャンルやシーンで活動中。 
アイドルグループ「アップアップガールズ（仮)」への楽曲提供やアニメ「ロボティクス・ノーツ」劇伴remix、川田まみ、民安★ROCKへのリミックス提供などである。
2020年より、ブシロードのプロジェクトD4DJへの楽曲提供がある。

## 主な楽曲
| 曲名                                                      | 歌手名                                                               | タイアップ                                                                               | 担当             |
| --------------------------------------------------------- | -------------------------------------------------------------------- | ---------------------------------------------------------------------------------------- | ---------------- |
| 記憶の底の未来の君へ                                      | 羽多野渉                                                             |                                                                                          | 作曲・編曲       |
| 魔法少女は止まらない                                      | Mia REGINA                                                           | アニメ『せいぜいがんばれ！魔法少女くるみ』OPテーマ                                       | 作曲・編曲       |
| オーケー？ オーライ！                                     | 五十嵐撫子（CV:花井美春）                                            | 音楽ゲーム『CHUNITHM』挿入曲                                                             | 作詞・作曲・編曲 |
| Hide & Seek                                               | ツキカゲ（安齋由香里、沼倉愛美、藤田茜、洲崎綾、のぐちゆり、内田彩） | アニメ『RELEASE THE SPYCE』EDテーマ                                                      | 作曲・編曲       |
| ゼンゼントモダチ                                          | 山崎はるか                                                           | アニメ『魔法少女サイト』EDテーマ                                                         | 作曲・編曲       |
| 快楽主義                                                  | 篠崎愛                                                               |                                                                                          | 作曲             |
| 今は短し夢見よ乙女                                        | ガーリッシュ ナンバー                                                | アニメ『ガーリッシュナンバー』EDテーマ                                                   | 作曲・編曲       |
| Checkあ                                                   | 烏丸千歳(cv.千本木彩花)×久我山八重(cv.本渡楓)                        | Webラジオ『「ガーリッシュ ナンバー」CUTE GIRLS RADIO（略して「クズらじ」）』テーマソング | 作曲・編曲       |
| せいいっぱい、つたえたい！（4sk’s ukiuki carnival remix） | 三森すずこ                                                           |                                                                                          | 編曲             |
| ハチャメチャ✕ストライク                                   | i☆Ris                                                                | アニメ『ハンツー✕トラッシュ』OPテーマ                                                    | 作詞・作曲・編曲 |
| 岡村ムラムラブギウギ（4sk Remix）                         | ゆず                                                                 |                                                                                          | 編曲             |
| する（4sk Remix）                                         | ゆず                                                                 |                                                                                          | 編曲             |
| シャリラ！                                                | 岡本未夕（CV高木美佑）                                               | アニメ『Wake Up, Girls!新章』キャラクターソング                                          | 作詞・作曲・編曲 |
| 風と道標                                                  | MayQueen（CV羽多野渉、奥野香耶）                                     | アニメ『エスカクロン』劇中歌                                                             | 作詞・作曲・編曲 |
| Here's the light                                          | Photon Maiden                                                        | メディアミックスプロジェクト「D4DJ」キャラクターソング                                   | 作曲             |
| パンピーナ!                                               | 山崎はるか                                                           |                                                                                          | 作曲             |
| ChuChuパフェ☆SP                                           | 山崎はるか                                                           |                                                                                          | 作曲・編曲       |
| ヒヤシンス                                                | 山崎はるか                                                           |                                                                                          | 作曲             |
| 恋は特急電車                                              | 山崎はるか                                                           |                                                                                          | 作曲・編曲       |

### その他作品
- パンテーンCM「朝から、私らしく、GO FOR BEAUTIFUL!」